# ميتال: رحلة في رأس الحربة
ميتال: رحلة في رأس الحربة هو فيلم من نوع وثائقي أُصدر في 2005. الفيلم من إنتاج Banger Films ‏، وهو من إخراج وسيناريو Scot McFadyen ‏ وسام دان.
ملخص الفيلم "ميتال: رحلة في رأس الحربة" هو وثائقي صدر عام 2005 من إنتاج Banger Films. يسلط الضوء على تاريخ موسيقى الميتال وتأثيرها الثقافي، مستعرضًا أنماطها وتطورها عبر الزمن.

## طاقم التمثيل
- Angela Gossow [الإنجليزية]‏
- بروس ديكنسون
- سام دان
- باميلا ميلر
- روب زومبي
- ليمي
- دي سنايدر
- دورو (مغنية)

## وصلات خارجية
- ميتال: رحلة في رأس الحربة على موقع IMDb (الإنجليزية)
- ميتال: رحلة في رأس الحربة على موقع ميتاكريتيك (الإنجليزية)
- ميتال: رحلة في رأس الحربة على موقع روتن توميتوز (الإنجليزية)
- ميتال: رحلة في رأس الحربة على موقع نتفليكس (الإنجليزية)
- ميتال: رحلة في رأس الحربة على موقع ألو سيني (الفرنسية)
- ميتال: رحلة في رأس الحربة على موقع Turner Classic Movies (الإنجليزية)
- ميتال: رحلة في رأس الحربة على موقع أول موفي (الإنجليزية)
- ميتال: رحلة في رأس الحربة على موقع فيلمافينيتي (الإسبانية)
- ميتال: رحلة في رأس الحربة على موقع قاعدة بيانات الفيلم (الإنجليزية)
- ميتال: رحلة في رأس الحربة على موقع ليتربوكسد (الإنجليزية)